# Filippinsk engelsk
Filippinsk engelsk (ligner og er relateret til amerikansk engelsk) er enhver variant af engelsk med oprindelse i Filippinerne, inklusive dem, der bruges af massemedierne og det store flertal af uddannede filippinere og engelske elever i Filippinerne fra tilstødende asiatiske lande. Engelsk undervises i skolerne som et af landets to officielle sprog, det andet er filippinsk. På grund af tilstrømningen af oversøiske filippinske engelsklærere er filippinsk engelsk også ved at blive den overvejende række af engelsk, der læres i Fjernøsten, da det undervises af filippinske lærere i forskellige asiatiske lande, såsom Sydkorea, Japan og Thailand blandt andre. På grund af Filippinernes meget flersprogede karakter er kodeskift såsom Taglish (engelsk infunderet med Tagalog ) og Bislish (engelsk infunderet med ethvert af Visayan-sprogene) udbredt i alle domæner, fra uformelle omgivelser til formelle situationer.   